# John Hope (7e comte d'Hopetoun)
John Adrian Louis Hope (25 septembre 1860 – 29 février 1908), 7e comte d'Hopetoun et 1er marquis de Linlithgow, est le premier gouverneur général d'Australie. 

## Biographie
Hope est né à South Queensferry dans le West Lothian en Écosse. Il fait ses études au collège d'Eton et à l'Académie royale militaire de Sandhurst où il obtient son diplôme mais ne rejoint pas l'armée par la suite. Il se contente de gérer les biens familiaux et mène une vie oisive. En 1883, il devient le whip conservateur de la Chambre des lords.
En 1889 il est nommé gouverneur du Victoria poste qu'il occupe jusqu'en 1895. Après son retour en Grande-Bretagne, il est nommé au Conseil privé de la Reine puis est nommé trésorier-payeur dans le gouvernement Salisbury de 1895 à 1898 puis devient Lord Chamberlain jusqu'en 1900. Comme les colonies australiennes ont accepté de se fédérer pour former le Commonwealth of Australia le 1er janvier 1901 et comme Lord Hopetoun a été très populaire comme gouverneur du Victoria en ayant su se lier d'amitié avec les chefs politiques australiens, il est nommé premier gouverneur général d'Australie en juillet 1900. Il arrive à Sydney le 15 décembre.
La première tâche d'Hopetoun est de désigner un Premier Ministre pour former le gouvernement intérimaire qui prendrait ses fonctions le 1er janvier. Puisque les premières élections fédérales législatives n'étaient pas prévues avant mars, il ne peut choisir comme de tradition, le chef de la majorité à la Chambre des députés aussi propose-t-il le poste à Sir William Lyne, le Premier Ministre de l'état le plus peuplé, la Nouvelle-Galles du Sud.
Cette décision était parfaitement défendable mais il ignorait que Lyne s'était opposé à la création de la fédération et était très impopulaire chez tous les politiciens fédéralistes. Alfred Deakin et d'autres hommes politiques éminents disent à Hope qu'ils refuseraient de servir sous ses ordres. Finalement Lyne remet sa démission et Hopetoun nomme Edmund Barton, le chef de file du mouvement fédéraliste et celui que tout le monde voyait à ce poste. Hopetoun est fortement critiqué pour ce qu'on appelle actuellement la "gaffe d'Hopetoun".
D'autres problèmes se posent très vite. Hopetoun a amené avec lui son chef de cabinet, William Wallington, qui gère toutes les communications avec Londres. Les australiens n'apprécient pas qu'un britannique soit chargé d'un poste officiel en Australie. Ils n'apprécient pas non plus la pompe royale avec laquelle Lord Hopetoun veut assurer son rôle et les dépenses que cela entraine. Il a aussi un peu trop tendance à se comporter comme s'il avait les mêmes pouvoirs que le premier ministre ce que les auteurs de la Constitution n'avaient pas prévu.
Finalement un désaccord s'élève sur le montant des sommes à payer au gouverneur général pour lui permettre d'entretenir ses résidences à Sydney, la plus grande ville du pays, et Melbourne, la capitale provisoire. La rivalité entre Nouvelle-Galles du Sud et Victoria conduisent le parlement fédéral et celui du Victoria à rejeter le projet de loi sur une augmentation de ses dépenses. Hopetoun démissionne aussitôt en mai 1902.
Une amitié assez surprenante lie Lord Hopetoun et le syndicaliste et anarchiste de Melbourne Chummy Fleming. En mai 1901, Fleming proteste contre le chômage à Melbourne en se ruant sur le véhicule du gouverneur général. Hopetoun demande à la police de ne pas intervenir et écoute les explications de Fleming sur la situation des gens sans emploi. Une amitié lie les deux hommes qui continue après le retour d'Hopetoun en Angleterre. Selon certaines rumeurs, on met à l'actif d'Hopetoun d'avoir demandé avec insistance au gouvernement d'accélérer le vote des lois sur le travail.
Hopetoun quitte l'Australie en juillet 1902, parfaitement conscient d'avoir échoué dans son rôle. Il est nommé Ministre des Affaires écossaises en 1905 et meurt subitement le 29 février 1908. 